# كريس بارنز (مغني)
كريس بارنز (بالإنجليزية: Chris Barnes)‏ هو مغني ومونتير أمريكي، ولد في 29 ديسمبر 1966 في بوفالو في الولايات المتحدة.

## وصلات خارجية
- كريس بارنز على موقع IMDb (الإنجليزية)
- كريس بارنز على موقع ميوزك برينز (الإنجليزية)
- كريس بارنز على موقع أول ميوزيك (الإنجليزية)
- كريس بارنز على موقع ديسكوغز (الإنجليزية)
- كريس بارنز على موقع قاعدة بيانات الفيلم (الإنجليزية)